# 調理師
調理師（ちょうりし）とは、調理師法に基づき調理師免許を修得した有資格者を指す。

## 概要
調理師（ちょうりし）は、食品の調理技術の合理的な発達を図り、もって国民の食生活の向上に資することを目的とするための日本独自の国家資格である。調理師法に基づき都道府県知事が行う調理師試験に合格し、各都道府県の調理師名簿に登録された者を調理師と呼ぶ。名称独占資格（有資格者以外はその名称を名乗れない資格）である。ただし、業務独占資格ではないため、「調理師」免許を受けていなくとも、業務として調理することは可能である。なお、名称独占資格であることから、調理師でない者が調理師と称すると罰金30万円以下の刑に処される。このため、飲食業などで調理人を指す言葉として「調理士」という表記が用いられることがある。

## 国家試験
調理師の資格試験において、試験科目は食文化概論、衛生法規、栄養学、食品学、公衆衛生学、食品衛生学、調理理論の7科目となる。受験においては中学校卒業などの基礎資格および、2年以上の実務経験が必要である。試験に合格し登録されると調理師資格証が交付される。資格の効力そのものは都道府県の調理師名簿に名前が登録されることで発効する。
調理師試験の合格者以外にも、学校教育法第57条に規定する者で、厚生労働大臣が指定した調理師養成施設を卒業した者には、無試験で調理師が与えられる。これは試験合格によらず、名簿に登録される資格を有するということだが、登録申請は養成施設の修了時に一括して行うことが多い。ただし申請するか否かは修了生次第である。
調理師または栄養士、管理栄養士等の資格があれば、各都道府県の条例により養成講習を受けることなく、飲食業を営むために必要な食品衛生責任者となることができる。地方自治体の食品営業許可を取得している飲食店には、食品衛生責任者がひとりは必要である。もしその飲食店が食中毒患者を出した場合、保健所長により飲食店は営業停止（最低で3日間。保存サンプルによる原因究明が必要なため）を命ぜられる。またその際に都道府県知事により食品衛生責任者たる調理師の資格を取り消される場合がある。調理師資格の取り消しを受けると、確定の日から1年間は欠格期間となり、その間、資格を受けることができない（調理師法第4条、第6条第2号）。この場合、資格（登録）が取り消されるだけであり、試験の合格まで消される訳ではない。よって再度調理師試験を受ける必要はなく、期間満了後に再申請すればよい。
前述のとおり、調理師は名称独占資格であるが、調理師にのみ可能な業務は存在せず、また飲食店を開業する際に必要とされるのは食品衛生責任者の選任のみで調理師を配置する必要はない。病院など一定以上の規模を持つ給食施設で設置を推奨されているのは栄養士あるいは管理栄養士で、実際はこれら資格者がいなくても献立を毎月医師に提出してチェックしてもらうだけでよい。調理師は栄養士の必要がない規模の給食施設、飲食店において「設置するよう努めなくてはならない」という努力義務規定が存在するだけなので、調理師にのみ許された実務上の権利は「調理師」を名乗れることのみとなる。
調理師は各都道府県にある調理師会の正会員に入会することができるが、入会は任意であり、非会員だからといって資格が停止・失効する訳ではない。

### 調理師試験の受験資格
基礎資格のいずれか一つを有し、以下に定める調理業務経験を有する者
- 基礎資格
  - 中学校卒業者
  - 小学校卒業者で5年以上の調理業務経験者（※下記2年を含め通算5年以上）
  - 旧制国民学校高等科修了者、旧制中学校2年課程修了者
  - 厚生労働大臣が認定した者
    - 在日外国人学校のうち日本の中学校に相当する課程の修了者であって厚生労働大臣が認定した者

- 調理業務経験
  - 学校、病院、寮などの給食施設（1日に20食以上を継続して調理する、又は50食以上調理することが1日でもある施設）、飲食店（旅館、簡易宿泊所を含む）、惣菜製造業で1週間で4日以上出勤し、6時間以上かつ2年以上（雇用形態は不問[2]）の実務経験が必要である。さらに、勤務した施設の保健所の許可番号や法人登記印（個人経営の場合は実印と印鑑証明書）等を記載した「調理業務従事証明書」の提出が必要である。

### 試験実施の詳細
原則として年1回、各都道府県ごとに行われる。しかし調理師の資質向上、機会公平の観点から、試験日程・試験問題の統一が議論されるようになり、下記の府県については試験実施機関に委託、あるいは広域連合にて実施されるようになった。今後、全国統一日程、同一問題となる見込み。
- 公益社団法人調理技術技能センターが実施。

（青森県・宮城県・秋田県・福島県・茨城県・埼玉県・東京都・新潟県・富山県・石川県・福井県・岐阜県・愛知県・三重県・鳥取県・島根県・岡山県・広島県・香川県・高知県・福岡県・佐賀県・長崎県・熊本県・大分県・宮崎県・鹿児島県）
- 関西広域連合が実施。

　（滋賀県・京都府・大阪府・兵庫県・和歌山県・徳島県）

#### 令和元年東日本台風の影響
東京都、千葉県、埼玉県、茨城県、山梨県、岐阜県、愛知県における試験を中止、12月22日に再試験を行うこととした。

## 類似する資格
調理師資格に類するものとして、公益社団法人調理技術技能センターの実施する調理技術技能評価試験（調理に係る技術審査試験及び技能検定試験）合格者に対する専門調理師・調理技能士（厚生労働省認定）がある。専門調理師・調理技能士は受験資格として調理師資格を持ったうえで一定期間の実務経験を要するため調理師資格を一度は取得しなければならない。
また、フグを調理する場合にはふぐ調理師が、船舶の食堂施設においては船舶料理士の資格が必要となる。他にもパンや菓子などを作る製菓衛生師などがあり、また特定の食品、食材、飲料品について、各種の民間資格や認定制度がある。